# Совиче
Совиче (словен. Soviče) — поселення в общині Видем, Подравський регіон‎, Словенія.